# Echiostoma barbatum
Echiostoma barbatum is een straalvinnige vissensoort uit de familie van Stomiidae. De wetenschappelijke naam van de soort is voor het eerst geldig gepubliceerd in 1843 door Lowe.